# Eerste klasse 1913-14 (voetbal België)
Het seizoen 1913/14 van de Belgische Eerste Klasse begon in de zomer van 1913 en eindigde in de lente van 1914. Het was het negentiende officieel seizoen van de hoogste Belgische voetbalklasse. De officiële benaming destijds was Division d'Honneur of Eere Afdeeling.
Daring Club de Bruxelles behaalde twee jaar na zijn eerste nu zijn tweede landstitel. Het was de laatste competitie voor de Eerste Wereldoorlog, de competitie zou pas in 1919 hervatten.

## Gepromoveerde teams
Deze teams waren gepromoveerd uit de Tweede Klasse voor de start van het seizoen:
- AA La Gantoise
- Léopold Club de Bruxelles

## Degraderende teams
Deze teams degradeerden naar Tweede Klasse op het eind van het seizoen:
- Standard Club Liégeois
- Léopold Club de Bruxelles

## Degradatiestrijd
Het pas gepromoveerde Léopold Club de Bruxelles eindigde afgetekend laatste en zakte weer. Voor de voorlaatste plaats kwamen echter zowel de andere nieuwkomer AA La Gantoise als Standard Club Liégeois in aanmerking. Beide clubs eindigden met 13 punten. Een beslissingswedstrijd werd gespeeld om te bepalen welk team moest degraderen. La Gantoise won de wedstrijd en kon zich zo redden, Standard degradeerde.
| Datum      | Wedstrijd                               | Uitslag |
| ---------- | --------------------------------------- | ------- |
| 23/03/1914 | AA La Gantoise - Standard Club Liégeois | 2-0     |

## Clubs
Volgende twaalf clubs speelden in 1913/14 in Eerste Klasse. De nummers komen overeen met de plaats in de eindrangschikking:
| # kaart | Stam- nummer | Club                      | Plaats              | Stadion                                                 | # seiz. 1e klasse |
| ------- | ------------ | ------------------------- | ------------------- | ------------------------------------------------------- | ----------------- |
| 1       | 2            | Daring Club de Bruxelles  | Sint-Jans-Molenbeek | terrein aan de Jetse Steenweg 501                       | 11e               |
| 2       | 10           | Union Saint-Gilloise      | Ukkel               | terrein rue de Forest(tegenwoordig J. Bensstraat)       | 13e               |
| 3       | 12           | CS Brugeois               | Brugge              | terrein kruispunt Gistelsesteenweg en Torhoutsesteenweg | 15e               |
| 4       | 3            | FC Brugeois               | Brugge              | De Klokke                                               | 17e               |
| 5       | 6            | Racing Club de Bruxelles  | Ukkel               | Stade du Vivier d'Oie (nr 10 op kaartje)                | 19e               |
| 6       | 8            | CS Verviétois             | Verviers            | ?                                                       | 9e                |
| 7       | 13           | Beerschot AC              | Antwerpen           | terrein op het Kiel                                     | 13e               |
| 8       | 11           | RC de Gand                | Gent                | Emanuel Hielstadion                                     | 5e                |
| 9       | 1            | Antwerp FC                | Antwerpen           | terrein aan de Broodstraat op het Kiel                  | 18e               |
| 10      | 7            | AA La Gantoise            | Gent                | terrein aan de Albertlaan                               | 1e                |
| 11      | 16           | Standard Club Liégeois    | Luik                | terrein rue de la Centrale in de wijk Sclessin          | 5e                |
| 12      | 5            | Léopold Club de Bruxelles | Ukkel               | Brugmanpark (nr 23 op kaartje)                          | 18e               |

## Eindstand
|   |    |                           | P  | W  | G | V  | +  | -  | DS  | Ptn |
| - | -- | ------------------------- | -- | -- | - | -- | -- | -- | --- | --- |
| K | 1  | Daring Club de Bruxelles  | 22 | 16 | 4 | 2  | 69 | 16 | 53  | 36  |
|   | 2  | Union Saint-Gilloise      | 22 | 15 | 3 | 4  | 60 | 28 | 32  | 33  |
|   | 3  | CS Brugeois               | 22 | 13 | 4 | 5  | 48 | 27 | 21  | 30  |
|   | 4  | FC Brugeois               | 22 | 13 | 1 | 8  | 42 | 31 | 11  | 27  |
|   | 5  | Racing Club de Bruxelles  | 22 | 12 | 3 | 7  | 53 | 33 | 20  | 27  |
|   | 6  | CS Verviétois             | 22 | 9  | 3 | 10 | 38 | 39 | -1  | 21  |
|   | 7  | Beerschot AC              | 22 | 8  | 3 | 11 | 34 | 42 | -8  | 19  |
|   | 8  | RC de Gand                | 22 | 8  | 3 | 11 | 31 | 44 | -13 | 19  |
|   | 9  | Antwerp FC                | 22 | 7  | 3 | 12 | 37 | 54 | -17 | 17  |
|   | 10 | AA La Gantoise            | 22 | 5  | 3 | 14 | 27 | 53 | -26 | 13  |
| D | 11 | Standard Club Liégeois    | 22 | 6  | 1 | 15 | 21 | 55 | -34 | 13  |
| D | 12 | Léopold Club de Bruxelles | 22 | 4  | 1 | 17 | 32 | 70 | -38 | 9   |

P: wedstrijden gespeeld, W: wedstrijden gewonnen, G: gelijke spelen, V: wedstrijden verloren, +: gescoorde doelpunten, -: doelpunten tegen, DS: doelsaldo, Ptn: totaal punten
K: kampioen, D: degradatie

## Topscorers
| Scorer            | Goals | Team                     | Land     |
| ----------------- | ----- | ------------------------ | -------- |
| Maurice Bunyan    | 28    | Racing Club de Bruxelles | Engeland |
| Sylva Brébart     | 25    | Daring Club de Bruxelles | België   |
| Joseph Musch      | 22    | Union Saint-Gilloise     | België   |
| Louis Verstraeten | 15    | Daring Club de Bruxelles | België   |
| François Lowyck   | 14    | CS Brugeois              | België   |
| Alfred Wright     | 13    | Daring Club de Bruxelles | Engeland |
| Louis Saeys       | 12    | CS Brugeois              | België   |
| Jozef Bosmans     | 12    | Antwerp FC               | België   |
| Albert Carion     | 11    | Union Saint-Gilloise     | België   |
| Marcel Lacroix    | 11    | CS Verviétois            | België   |

1895/96 · 1896/97 · 1897/98 · 1898/99 · 1899/00 · 1900/01 · 1901/02 · 1902/03 · 1903/04 · 1904/05 · 1905/06 · 1906/07 · 1907/08 · 1908/09 · 1909/10 · 1910/11 · 1911/12 · 1912/13 · 1913/14 · 1914/15 · 1915/16 · 1916/17 · 1917/18 · 1918/19 · 
1919/20 · 1920/21 · 1921/22 · 1922/23 · 1923/24 · 1924/25 · 1925/26 · 1926/27 · 1927/28 · 1928/29 · 1929/30 · 1930/31 · 1931/32 · 1932/33 · 1933/34 · 1934/35 · 1935/36 · 1936/37 · 1937/38 · 1938/39 · 1939/40 · 1940/41 · 1941/42 · 1942/43 · 1943/44 · 1944/45 · 1945/46 · 1946/47 · 1947/48 · 1948/49 · 1949/50 · 1950/51 · 1951/52 · 1952/53 · 1953/54 · 1954/55 · 1955/56 · 1956/57 · 1957/58 · 1958/59 · 1959/60 · 1960/61 · 1961/62 · 1962/63 · 1963/64 · 1964/65 · 1965/66 · 1966/67 · 1967/68 · 1968/69 · 1969/70 · 1970/71 · 1971/72 · 1972/73 · 1973/74 · 1974/75 · 1975/76 · 1976/77 · 1977/78 · 1978/79 · 1979/80 · 1980/81 · 1981/82 · 1982/83 · 1983/84 · 1984/85 · 1985/86 · 1986/87 · 1987/88 · 1988/89 · 1989/90 · 1990/91 · 1991/92 · 1992/93 · 1993/94 · 1994/95 · 1995/96 · 1996/97 · 1997/98 · 1998/99 · 1999/00 · 2000/01 · 2001/02 · 2002/03 · 2003/04 · 2004/05 · 2005/06 · 2006/07 · 2007/08 · 2008/09 · 2009/10 · 2010/11 · 2011/12 · 2012/13 · 2013/14 · 2014/15 · 2015/16 · 2016/17 · 2017/18 · 2018/19 · 2019/20 · 2020/21· 2021/22 · 2022/23 · 2023/24 · 2024/25